# Miraldina Jamba
Miraldina Olga Marcos Jamba é uma professora e política angolana. Filiada à União Nacional para a Independência Total de Angola (UNITA), é deputada de Angola pelo Círculo Eleitoral Nacional desde 28 de setembro de 2017.
Jamba licenciou-se em Letras Modernas e concluiu um mestrado em Ensino da Língua Portuguesa. Iniciou sua carreira profissional trabalhando como professora. Posteriormente, trabalhou como embaixadora da Angola na Organização das Nações Unidas para a Educação, a Ciência e a Cultura (UNESCO) e presidiu a Liga da Mulher Angolana (LIMA).